# ان‌جی‌سی ۴۹۶
ان‌جی‌سی ۴۹۶ (انگلیسی: NGC 496) یک کهکشان مارپیچی در صورت فلکی ماهی است. این کهکشان تقریباً ۲۵۰ میلیون سال نوری از سامانه خورشیدی فاصله دارد و در ۱۲ سپتامبر ۱۷۸۴ توسط ویلیام هرشل کشف شد.